# 田端 (東京都北区)
田端（たばた）は、東京都北区の町名。現行行政地名は田端一丁目から田端六丁目。住居表示実施済区域。

## 地理
東京都北区・滝野川地区の東部に位置している。田端1丁目と東田端1丁目の境にJR山手線・京浜東北線の田端駅がある（駅の大部分は東田端にあたる）。2008年（平成20年）秋に駅ビル「アトレヴィ田端」が完成した。滝野川警察署・滝野川消防署の管轄下にあたる。

### 地価
住宅地の地価は、2025年（令和7年）1月1日の公示地価によれば、田端2-11-13の地点で77万7000円/m2となっている。

## 歴史
江戸時代の豊島郡田端村が起源。現在の田端駅はかつての田端村の崖地だったところにあり、従来の田端は駅西部、いわば崖の上側、道灌山台地上にあった。江戸時代には、江戸の鬼門を守る上野東叡山寛永寺の寺領が多くを占め、このほか多くの寺社が建てられた。鶯谷に住んだ明治の俳人・正岡子規の墓がある大龍寺も田端である。
田端村は1889年（明治22年）の町村制施行により北豊島郡滝野川村（1913年に町制施行し滝野川町へ）大字田端となる。1930年には大字田端より一部地域が大字田端新町一～三丁目として分立。滝野川町は1932年（昭和7年）に東京市へ編入され滝野川区へ移行し、大字田端は田端町となる。1947年（昭和22年）に滝野川区は王子区と合併し北区が成立。1965年以降、田端町に順次住居表示が施行され田端一～六丁目・東田端一～二丁目・中里三丁目の一部となって現在に至っている。

### 沿革
- 1965年（昭和40年）5月15日 - 住居表示により田端町の一部が東田端一～二丁目として分立。
- 1976年（昭和51年）5月1日 - 住居表示により田端町の残部全域が田端一～六丁目および中里三丁目（一部）となる。田端町は廃止。

### 町名の変遷
| 実施後     | 実施年月日               | 実施前 |
| ---------- | ------------------------ | ------ |
| 田端一丁目 | 1976年（昭和51年）5月1日 | 田端町 |
| 田端二丁目 | 1976年（昭和51年）5月1日 | 田端町 |
| 田端三丁目 | 1976年（昭和51年）5月1日 | 田端町 |
| 田端四丁目 | 1976年（昭和51年）5月1日 | 田端町 |
| 田端五丁目 | 1976年（昭和51年）5月1日 | 田端町 |
| 田端六丁目 | 1976年（昭和51年）5月1日 | 田端町 |

### 地名の由来
田圃の端（はじ）に拓いた村であることから、田端と名づけられたといわれる。

### ナウマンゾウと田端駅
1896年、日本鉄道線の上野駅と王子駅の間に田端駅が開設された。2年後の1898年、駅構内の崖を削り役宅を造成した際に、ゾウ類の牙（切歯）の化石が発見され、東京帝国大学理学部地質学教室に持ち込まれた。大学院生（当時）だった徳永重康が翌年にかけて現地で調査し、海成砂層（東京層）とローム層に挟まれる青灰色粘土層（本郷層）から臼歯2本を採集した。徳永はこれらを記載した論文を1906年に発表した。これは日本人の手による最初の脊椎動物化石の研究であり、専門家の手によって採集され産出層準等の情報とともに記載された脊椎動物化石としても日本初であった。徳永はヨーロッパのアンティクースゾウ (w:en:Straight-tusked Elephant) のものとしたが、現在では独立種ナウマンゾウのものであることがわかっている。これらの標本は犬塚則久によって再研究され、若いオスのナウマンゾウの左下顎第一大臼歯、右下顎第一大臼歯、および左切歯であると同定されている。このナウマンゾウ田端標本は東京大学総合研究博物館に保管され、レプリカが北区飛鳥山博物館に展示されている。

## 経済
商業
- 不動産賃貸業を営む地主が多くいる

地主
- 田端の地主には「浅賀家、浅香家、田中家、矢部家」などがいる

## 世帯数と人口
2023年（令和5年）1月1日現在（東京都発表）の世帯数と人口は以下の通りである。
| 丁目       | 世帯数    | 人口     |
| ---------- | --------- | -------- |
| 田端一丁目 | 3,147世帯 | 5,317人  |
| 田端二丁目 | 991世帯   | 1,580人  |
| 田端三丁目 | 1,945世帯 | 3,183人  |
| 田端四丁目 | 944世帯   | 1,494人  |
| 田端五丁目 | 1,104世帯 | 1,808人  |
| 田端六丁目 | 671世帯   | 1,087人  |
| 計         | 8,802世帯 | 14,469人 |

### 人口の変遷
国勢調査による人口の推移。
| 年                 | 人口   |
| ------------------ | ------ |
| 1995年（平成7年）  | 13,388 |
| 2000年（平成12年） | 13,388 |
| 2005年（平成17年） | 13,451 |
| 2010年（平成22年） | 13,103 |
| 2015年（平成27年） | 14,199 |
| 2020年（令和2年）  | 14,812 |

### 世帯数の変遷
国勢調査による世帯数の推移。
| 年                 | 世帯数 |
| ------------------ | ------ |
| 1995年（平成7年）  | 6,556  |
| 2000年（平成12年） | 6,906  |
| 2005年（平成17年） | 7,176  |
| 2010年（平成22年） | 7,413  |
| 2015年（平成27年） | 8,187  |
| 2020年（令和2年）  | 8,469  |

## 学区
区立小・中学校に通う場合、学区は以下の通りとなる（2023年10月時点）。
| 丁目       | 番地 | 小学校           | 中学校           |
| ---------- | ---- | ---------------- | ---------------- |
| 田端一丁目 | 全域 | 北区立田端小学校 | 北区立田端中学校 |
| 田端二丁目 | 全域 | 北区立田端小学校 | 北区立田端中学校 |
| 田端三丁目 | 全域 | 北区立田端小学校 | 北区立田端中学校 |
| 田端四丁目 | 全域 | 北区立田端小学校 | 北区立田端中学校 |
| 田端五丁目 | 全域 | 北区立田端小学校 | 北区立田端中学校 |
| 田端六丁目 | 全域 | 北区立田端小学校 | 北区立田端中学校 |

## 交通

### 鉄道
- JR田端駅（■京浜東北線、■山手線） - 駅の所在地は東田端

### 道路
- 東京都道458号白山小台線

## 事業所
2021年（令和3年）現在の経済センサス調査による事業所数と従業員数は以下の通りである。
| 丁目       | 事業所数  | 従業員数 |
| ---------- | --------- | -------- |
| 田端一丁目 | 159事業所 | 962人    |
| 田端二丁目 | 72事業所  | 240人    |
| 田端三丁目 | 104事業所 | 850人    |
| 田端四丁目 | 70事業所  | 373人    |
| 田端五丁目 | 60事業所  | 332人    |
| 田端六丁目 | 54事業所  | 1,895人  |
| 計         | 519事業所 | 4,652人  |

### 事業者数の変遷
経済センサスによる事業所数の推移。
| 年                 | 事業者数 |
| ------------------ | -------- |
| 2016年（平成28年） | 538      |
| 2021年（令和3年）  | 519      |

### 従業員数の変遷
経済センサスによる従業員数の推移。
| 年                 | 従業員数 |
| ------------------ | -------- |
| 2016年（平成28年） | 4,898    |
| 2021年（令和3年）  | 4,652    |

## 施設
- 田端アスカタワー
  - JR東日本フードビジネス
  - イトウ製菓
  - 田端文士村記念館 - 芥川龍之介、正岡子規、菊池寛、板谷波山、平塚らいてう、田河水泡など、明治時代に多数の小説家や芸術家が田端界隈に集まり住んでいた。
- 田端NSKビル
  - 東京女子医科大学附属東洋医学研究所クリニック
- 田端駅前通り商店街
- 田端高台通り商店街
- 富士見橋エコー広場館
- 田端三丁目まちかど広場 - トイレ無し
- 田端公園
- 田端台公園
- 田端西台児童遊園

### 教育機関
- 北区立田端中学校
- 北区立田端小学校
- 北区立滝野川第四小学校

#### かつて存在していた教育機関
- 扶桑女子商業学校
- 北区立滝野川第一小学校
- 北区立滝野川第七小学校

## 史跡
- 上田端八幡神社
- 田端八幡神社
- 大龍寺
- 東覚寺（赤紙仁王、谷中七福神）
- 与楽寺

## 出身・ゆかりのある人物
- 芥川比呂志（俳優、演出家）
- 芥川也寸志（作曲家）
- 麻生美代子（声優、女優）
- 4代目桂三木助（落語家）
- 小池清（元毎日放送アナウンサー）
- 佐々木安五郎（衆議院議員、大陸浪人）
- 高沢武司（日本社会事業大学、岩手県立大学名誉教授）
- 福田和也（文芸評論家）
- 山田申吾（日本画家）

## その他

### 日本郵便
- 郵便番号 : 114-0014[3]（集配局 : 王子郵便局[19]）。